# Erik Golowin
Erik Alexander Golowin (* 10. April 1961 in Burgdorf) ist ein Schweizer Autor, Kampfkunstlehrer und Kommunikationstrainer.

## Leben
Erik Golowin wurde am 10. April 1961 in Burgdorf als Sohn von Sergius und Martha Golowin geboren. Als Teenager nahm er an einigen Theaterproduktionen und Aktionsgruppen um seinen Vater teil. Nach Abschluss des Gymnasiums durchlief er die Ausbildung zum Offizier der Infanterie und immatrikulierte sich an der Universität Bern für das Studium der Ethnologie. In dieser Zeit lernte er seine zukünftige Frau Monika Brunner kennen. Gemeinsam trainierten sie in einer Karateschule. Sie reisten nach Asien, um die Kampfkünste an der Quelle der Tradition zu studieren. Er beschloss schliesslich, sein Studium abzubrechen und sich künftig vor allem mit der Entwicklung der Kampfkünste und Meditationspraktiken in unserem Kulturkreis auseinanderzusetzen. 1989 lernten er und seine Frau den Akupunktur- und Kampfkunstmeister Dr. Peng aus Taiwan kennen, von dem sie Kungfu und die Inneren Kampfkünste Taiji, Bagua und Xingyi lernten. Zusammen mit Freunden und ihren drei Kindern leiten Erik und Monika ein Kampfkunstzentrum in Bern.

## Wirken
Golowin arbeitet bei verschiedenen sportpädagogischen sowie Kulturprojekten in Verbindung mit Kampfkünsten mit. Bis 2002 war Erik Golowin Verantwortlicher der Trainerausbildung im Schweizerischen Karateverband und J+S Fachleiter Karate. Er veröffentlichte zahlreiche Publikationen im Bereich des Budosports zu Fragen der Trainerausbildung. Zusammen mit dem Verein «Sport – The Bridge» leitet er ein Projekt in Äthiopien zur Resozialisierung von Strassenkindern mithilfe von Kampfkunsttraining. Seit zehn Jahren arbeitet er auch als Kommunikationstrainer und Coach in verschiedenen pädagogischen Projekten und leitet regelmässig Schulungen und Interventionen im Bereich Konfliktmanagement.

## Redaktion
Golowin ist Redakteur der folgenden Zeitschriften:
- Bushin, Kultmagazin der Kampfkunstszene, Chefredaktor 1990–1992
- Swiss Budo News, Schweizerische Zeitschrift für Kampfsport, Chefredaktor 1993–1999
- mobile, Fachzeitschrift für Sport und Pädagogik des Bundesamtes für Sport, Mitglied des Redaktionsrates und freier redaktioneller Mitarbeiter, 2000–2009

## Publikationen
- Leiterhandbuch Karate J+S, Konzeption und Umsetzung von neuen methodischen Ansätzen des Bewegungslernens, BASPO Magglingen 1999
- Andy Hug, der Taifun und die Weisheit der Kampfkünste, Koautor der Biografie von Andy Hug,  Zytglogge Bern 2002, ISBN 978-3729606463
- Beraten im partnerschaftlichen Dialog, Koautor Lehrmittel Erwachsenensport Schweiz (esa),  BASPO Magglingen 2015
- Peng! Snowman, Koautor Comic-Buch des Transmedia Projekts «Peng! Snowman», Blackspot Bern 2015
- Sergius Golowin – Aufbruch ins psychedelische Zeitalter, Synergia Rossdorf 2015, ISBN 978-3-944615-28-8